# Вучиловац
Вучиловац је насељено мјесто у саставу дистрикта Брчко, БиХ. Према попису становништва из 2013. у насељу је живјело 254 становника.

## Историја

### Рат у Босни (1992-1995)
Насеље је потпуно уништено 12. децембра 1992. од стране Хрватске Војске.
У Вучиловцу се налази спомен-обиљежје за 49 погинулих. Подигнут је у знак сјећања на 26 бораца Челиначке бригаде Војске Републике Српске и 23 становника Вучиловца који су погинули на дан 12. децембар 1992. Споменик је откривен и освештан 12. децембра 2011. Освештао га је епископ зворничко-тузлански Василије Качавенда.

## Становништво
У Вучиловац се, према подацима из 2011, вратило око 300 Срба.
| Националност       | 2013. | 1991. | 1981. | 1971. | 1961. |
| Срби               | 251   | 674   | 850   | 919   | 861   |
| Југословени        | 1     | 11    | 14    | 1     |       |
| Хрвати             | 2     |       | 4     | 6     | 52    |
| Муслимани          |       | 1     | 1     |       |       |
| остали и непознато | 3     | 15    | 2     | 1     |       |
| Укупно             | 254   | 701   | 871   | 927   | 916   |

| Демографија | Демографија | Демографија |
| Година      | Становника  | Становника  |
| ----------- | ----------- | ----------- |
| 1961.       | 916         |             |
| 1971.       | 927         |             |
| 1981.       | 871         |             |
| 1991.       | 701         |             |
| 2013.       | 254         |             |